# Кисельов Микола Васильович
Микола Васильович Кисельов (нар. 9 травня 1903, село Борнуки Городищенського повіту Пензенської губернії, тепер Пензенської області, Російська Федерація — 21 липня 1983, місто Москва) — радянський партійний і державний діяч, 2-й секретар ЦК КП(б) Білорусі, 1-й секретар Омського обкому ВКП(б) і Ростовського обкому КПРС. Член Бюро ЦК КП(б) Білорусі у лютому 1945 — березні 1947 р. Член ЦК КПРС у 1952—1961 роках. Депутат Верховної Ради СРСР 2—5-го скликань.

## Біографія
Народився в селянській родині. У вересні 1916 — травні 1922 р. — учень школи в селі Качим Городищенського повіту Пензенської губернії та дев'ятирічної школи в селі Заборовка Сизранського повіту Симбірської губернії. Член РКСМ з 1919 року. У 1922 році закінчив 9-річну школу в селі Заборовка Симбірської губернії і у травні 1922 — грудні 1923 року навчався в педагогічному технікумі в місті Сизрані.
У грудні 1923 — жовтні 1925 р. — інструктор, завідувач агітаційно-пропагандистського відділу Сизранського повітового комітету РКСМ Симбірської губернії.
Член РКП(б) з лютого 1925 року.
У жовтні 1925 — жовтні 1926 р. — служба у РСЧА червоноармійцем 32-го стрілецького полку в Ленінграді.
У жовтні 1926 — жовтні 1928 р. — заступник завідувача агітаційно-пропагандистського відділу Сизранського повітового комітету ВКП(б) Симбірської губернії.
У жовтні 1928 — січні 1931 року навчався в Академії Комуністичного Виховання імені Крупської у Москві. У січні 1931 — листопаді 1932 р. — завідувач відділу культури і пропаганди, завідувач партійного кабінету, помічник директора Академії Комуністичного Виховання імені Крупської. У листопаді 1932 — серпні 1933 р. — заступник проректора Комуністичного університету викладачів суспільних наук в Москві. Одночасно, у 1933 році був слухачем першого курсу філософського вечірнього відділення Інституту червоної професури.
У серпні — листопаді 1933 р. — редактор Політичного відділу машинно-тракторної станції у місті Клин Московської області. У листопаді 1933 — грудні 1936 р. — редактор, начальник Політичного відділу, заступник з політичної частини директора Тепло-Огарьовській машинно-тракторної станції Московської області.
У грудні 1936 — серпні 1938 р. — інструктор з підготовки кадрів сільськогосподарського відділу Московського обласного комітету ВКП(б).
У серпні 1938 — лютому 1939 р. — завідувач відділу науки і шкіл ЦК КП(б) Білорусі.
У лютому — вересні 1939 р. — 2-й секретар Поліського обласного комітету КП(б) Білорусі. У вересні — листопаді 1939 р. — голова Тимчасового управління міста Новогрудок в Західній Білорусі.
У листопаді 1939 — жовтні 1940 р. — 1-й секретар Брестського обласного комітету КП(б) Білорусі.
У жовтні 1940 — січні 1941 р. — 1-й секретар Білостоцького обласного комітету КП(б) Білорусі.
У листопаді 1940 — вересні 1944 р. — заступник начальника Управління кадрів ЦК ВКП(б).
2 вересня 1944 — 7 березня 1947 р. — 2-й секретар ЦК КП(б) Білорусі.
У квітні 1947 — вересні 1948 р. — інспектор з районів Західного Сибіру ЦК ВКП(б). У вересні 1948 — січні 1949 р. — інспектор ЦК ВКП(б) у Москві.
У січні 1949 — грудні 1951 р. — 1-й секретар Омського обласного і міського комітетів ВКП(б). У грудні 1951 — лютому 1952 р. — інспектор ЦК ВКП(б) у Москві.
У січні 1952 — 12 січня 1960 р. — 1-й секретар Ростовського обласного комітету КПРС.
У січні 1960 — жовтні 1961 р. — радник Ради Міністрів РРФСР.
З жовтня 1961 року — персональний пенсіонер союзного значення, жив у Москві. Похований на Новодівичому кладовищі (ділянка 8, 26 ряд).

## Нагороди та звання
14 травня 1953 року нагороджений орденом Леніна (у зв'язку з п'ятдесятиріччям з дня народження та за заслуги перед Радянською державою).